# Guggersee
Der Guggersee ist ein kleiner Gebirgssee in den Südöstlichen Walsertaler Bergen, einer Untergruppe der Allgäuer Alpen. 
Er befindet sich in einer Höhe von 1709 Metern hoch über dem Rappenalptal auf Oberstdorfer Gemarkung. Der See liegt 1035 Meter (Luftlinie) südwestlich unterhalb des Alpgundkopfs (2177 m) an einem Panoramaweg zwischen Birgsau im Tal und der Mindelheimer Hütte (2013 m). An dem Weg liegt 455 Meter südwestlich auf einer Höhe von 1727 Metern die Vordere Tauferbergsalpe. Von Birgsau aus ist der See in ungefähr zwei Gehstunden zu erreichen.
Der See hat eine Länge von 49 Metern und eine maximale Breite von 25 Metern, bei einem Umfang von 119 Metern und einer Fläche von rund 843 m². Früher war er bis zu 75 Meter lang, der nördliche Teil ist jedoch verlandet.